# اچ‌ام‌اس اکستر (۶۸)
اچ‌ام‌اس اکستر (۶۸) (به انگلیسی: HMS Exeter (68)) یک کشتی بود که طول آن ۵۴۰ فوت (۱۶۰ متر) بود. این کشتی در سال ۱۹۲۹ ساخته شد.